# Miguel Maria Giambelli

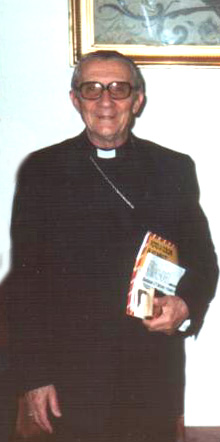
Miguel Maria Giambelli auf einer Konferenz in Lodi, Italien, 1990

Miguel Maria Giambelli CRSP (* 23. März 1920 in Flero, Provinz Brescia, Lombardei, Italien; † 26. Dezember 2010 in Bragança, Pará, Brasilien) war ein römisch-katholischer Geistlicher und Bischof von Bragança do Pará.

## Leben
Miguel Maria Giambelli trat der Ordensgemeinschaft der Barnabiten bei und empfing am 4. Juli 1943 die Priesterweihe. Er ging in die Mission nach Brasilien und war einer der ersten Geistlichen in der damaligen Prälatur Guamá, die Papst Pius XII. dem Orden der Barnabiten zur Verwaltung und Aufbau übertrug. Giambelli baute die gesamte Infrastruktur der Region auf. Neben den kirchlichen Verwaltung entstanden Schulen und Krankenhäuser sowie Radiostationen.
Papst Johannes Paul II. ernannte ihn am 21. April 1980 zum ersten Bischof von Guamá, nachdem er bereits von 1977 bis 1980 Administrator des Bistums beziehungsweise bis zum Oktober 1979 der Territorialprälatur war. Der Apostolische Nuntius in Brasilien, Erzbischof Carmine Rocco, spendete ihm am 15. Juni desselben Jahres die Bischofsweihe; Mitkonsekratoren waren Alberto Gaudêncio Ramos, Erzbischof von Belém do Pará, und Antônio Pedro Misiara, Bischof von Bragança Paulista. In seine Amtszeit fiel die Umbenennung des Bistums Guamá in das heutige Bistum Bragança do Pará.
Nach seiner Emeritierung am 10. April 1996 durch Papst Johannes Paul II. wegen seines altersbedingten Rücktrittsgesuchs war er Krankenhausseelsorger in der Klinik Santo Antonio Maria Zaccaria in Bragança do Pará.

## Zitat
- Als ich zurück nach Italien kam, um meine Familie und Freunde zu treffen, sehe ich alle alt. Sie fragen mich: „Wie bist du jung geblieben? - Meine Antwort ist sehr einfach: immer arbeiten und nie aufhören!“ (Miguel Maria Giambelli während eines Interviews in Lodi im Collegio San Francesco im Juni 1990)